# Quercus utilis
Quercus utilis — вид рослин з родини букових (Fagaceae), поширений у південно-східному й південно-центральному Китаї.

## Опис
Дерево до 10 метрів заввишки. Гілочки стрункі, дрібносмугасті, вкриті пухким, зірчастим покривом; у зрілості безволосі, сіруваті. Листки вічнозелені, злегка шкірясті, еліптично-ланцетні або зворотно-яйцюваті, 2.5–5.5 × 1.5–2.5 см; верхівка загострена; основа клиноподібна; край зубчастий; верх блискучий зелений; низ зеленуватий, без волосся, крім пахвових зірчастих волосків; ніжка гола, 2–5 мм. Період цвітіння: квітень — травень. Жолуді поодинокі або в парі, яйцюваті, коричневі, 10 мм завдовжки, 7 мм ушир; чашечка закриває 1/3 горіха.

## Середовище проживання
Поширений у південно-східному й південно-центральному Китаї. Росте на висотах від 1000 до 1500 метрів, у відкритих густих лісах на скелястих пагорбах.